# East Clubbers
East Clubbers is een Poolse muziekgroep die dancemuziek maakt. Voor zang werken ze veel samen met vocaliste Kate Lesing.

## Discografie

### Albums
- 2004 - E-Quality
- 2007 - Never Enough

### Singles
- 2005 - "Russian"
- 2006 - "Sextasy"
- 2006 - "Beat Is Coming"
- 2007 - "My Love"
- 2007 - "Drop"
- 2007 - "Make Me Live"
- 2008 - "Where Are You"
- 2009 - "Another Day"
- 2011 - "One Day"